# Акротелестих
Акротелестих (от греч. «акрос» – крайний и «теле» – дальний) — это строфа, где и первые, и последние буквы строк читаются сверху вниз и образуют слово (словосочетание или разные слова).
Акростихи и телестихи известны в мировой поэзии издавна. Гораздо реже встречаются стихи, в которых перпендикулярный к основному текст вплетён и слева, и справа. Мастерами акротелестиха являются современные поэты Валентин Загорянский и Айдын Ханмагомедов. Примерами могут послужить иллюстрации из поэзии А. Ханмагомедова, который использует собственный термин «акротелестишье»
| Лукава я, а ты невинно миЛ, Игру мою любовью не зовИ, Люби другую как меня любиЛ. Истомная владычица любвИ, Являясь всем, я между тем ничьЯ, Я слева, милый, но и справа Я. | Мир без тебя – пустой бездругий доМ, А отчий дом невыносим как мукА. Мучитель твой, я и в бреду ночноМ Аукаю и жду тебя как другА. |